# 青森インターチェンジ

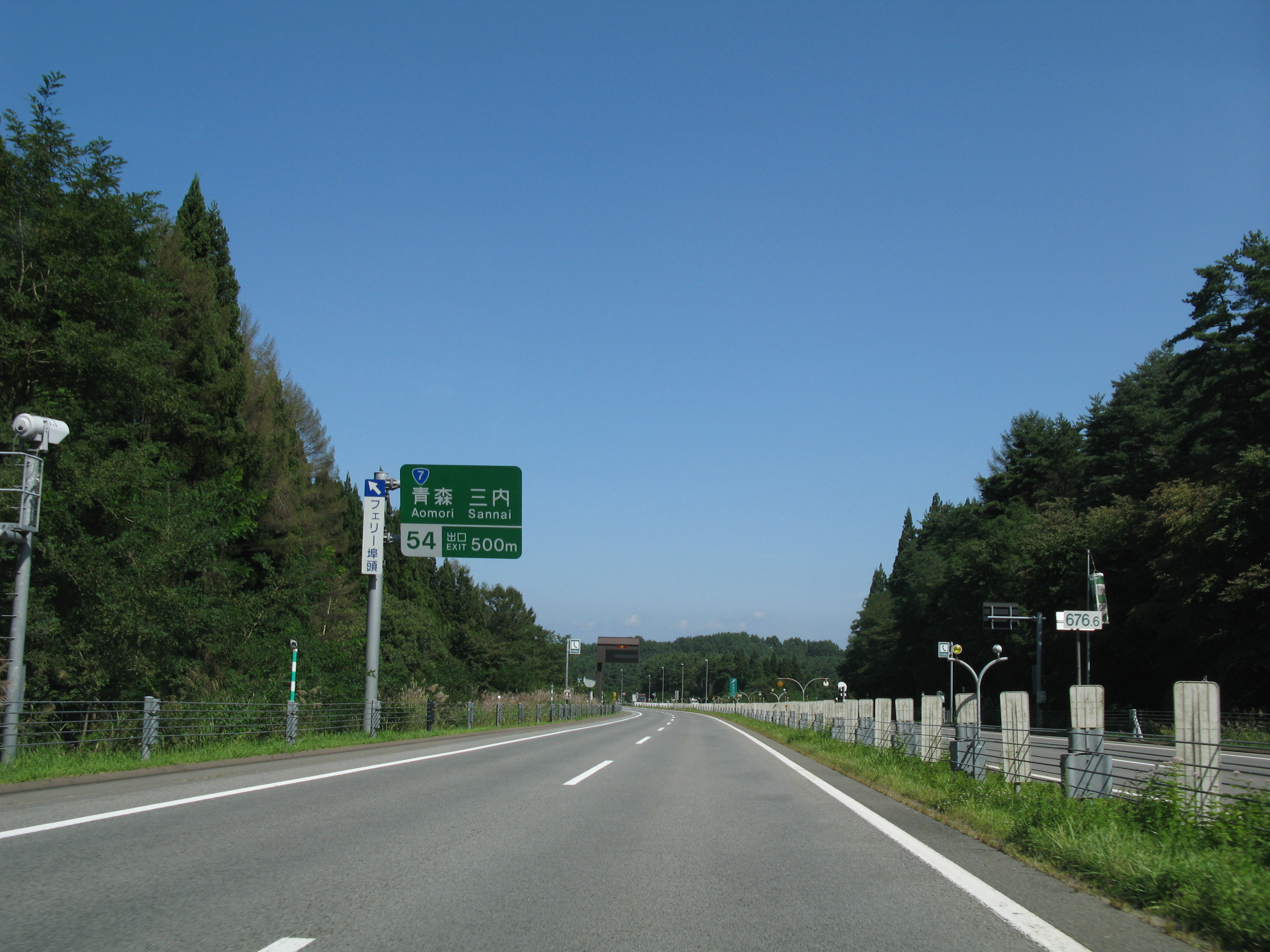
東北道下り500m前の標識（2009年9月）

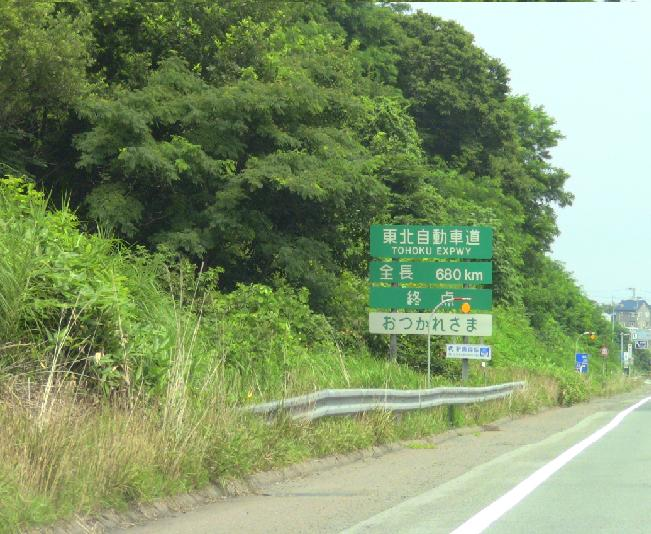
東北道終点に設置されている看板（2013年8月）

青森インターチェンジ（あおもりインターチェンジ）は、青森県青森市大字岩渡にある、東北自動車道のインターチェンジであり、東北自動車道の終点となるインターチェンジ。
隣の青森JCTは当ICと青森自動車道の相互接続をしていないハーフJCTのため、当ICは浪岡IC方面への流出入のみ可能。
東日本高速道路東北支社青森管理事務所が併設されている。
料金所を過ぎた678.8 kp付近には「E4 東北自動車道 TOHOKU EXP 全長680km 終点 おつかれさまでした」、また上り線678 kp付近には「東北自動車道 680km 安全運転をお願いします」と、川口JCTまでの距離を示す標識がそれぞれ設置されている。

## 歴史
2003年に青森自動車道が供用開始されたことにともない、約2km南側に青森JCTが設置され、JCTでは走行車線（外側）に接続するように変更された。

### 年表
- 1979年（昭和54年）9月27日 : 大鰐弘前IC - 青森IC間が開通し、供用開始した。
- 1986年（昭和61年）7月30日 : 十和田IC - 碇ヶ関ICが開通し、首都圏と当ICが結ばれた[5]。
- 1995年（平成7年）7月27日 : 九州自動車道の全通により青森IC - 鹿児島IC間（約2170km）が完全に高速道路（首都高速道路経由）[注 4]によって結ばれる。
- 2003年（平成15年）9月28日 : 青森自動車道が開通し、同時に青森IC出口の標識に「三内」が追加される。

## 周辺
- 三内温泉ヘルスセンター（国内稀に見る高濃度の温泉）
- 三内霊園（棟方志功の墓など）
- 青森県総合運動公園
  - 三内丸山遺跡 - 2 km、車で約5分[6]
  - 縄文時遊館
  - 青森県立美術館
  - 青森県営野球場
- 青森競輪場
- 陸上自衛隊青森駐屯地
- 青森県運転免許センター
- 新青森駅（東日本旅客鉄道（JR東日本）東北新幹線・奥羽本線、北海道旅客鉄道（JR北海道）北海道新幹線）
- 津軽新城駅（JR東日本奥羽本線）

## 道路

### 本線
- E4 東北自動車道（54番）

### 接続する道路
- 国道7号（青森環状道路）

## 料金所
- ブース数：9
- 出口の一般レーンは、料金精算機が設置されており、ドライバー自ら料金を精算する。

### 入口
- ブース数：3
  - ETC専用：1
  - 一般：2

### 出口
- ブース数：6
  - ETC専用：1
  - 一般：5

## 隣
E4 東北自動車道
(53) 浪岡IC - 青森JCT - (54) 青森IC